# Xcaret
Xcaret és un jaciment arqueològic maia i parc natural de la ciutat mexicana de Playa del Carmen, a l'estat de Quintana Roo.

## Jaciment arqueològic
Diverses ruïnes maies petites s'estenen al llarg de les 80,93 hectàrees del parc. Xcaret és una paraula maia que significa "cala petita." (La "x" maia es pronuncia tal com es fa en català: [x]). Aquest assentament funcionà aproximadament des de l'any 1400 fins a 1517. Es diu que els maies es banyaven a la cala per purificar els seus cossos abans de viatjar a Cozumel per venerar a Ixchel, deessa de la fertilitat.

## Parc natural
Un grup d'empresaris mexicans van adquirir la terra que envoltava Xcaret amb la idea de desenvolupar-hi activitat turística que se sumés a les atraccions de la regió.
El 1984, l'arquitecte Miguel Quintana Pali, captivat per la bellesa natural del lloc, adquirí 5 hectàrees d'aquesta meravellosa parcel·la al grup empresarial, amb la idea de construir-hi la casa dels seus somnis.
Durant les exploracions arqueològiques dirigides per l'arqueòloga María José, es van trobar 135 restes humanes a la capella. En un altre cas, es va analitzar l'ADN trobat al lloc, i els resultats van mostrar que "la distribució dels llinatges d'ADNmt a la població Xcaret contrasta fortament amb la que es troba en els antics maies de Copán, que no tenen llinatges A i B. Per altra banda. D'altra banda, els nostres resultats s'assemblen més a les freqüències dels llinatges d'ADNmt que es troben en els maies contemporanis de la Península de Yucatán i en altres poblacions contemporànies natives americanes d'origen mesoamericà." Aquestes troballes suggereixen que la gent de Xcaret està més estretament relacionada amb els maies contemporanis pobles que pobles antics.